# Mon cosmonaute
Mon cosmonaute (en polonais : Dziewczyna i kosmonauta) est une série télévisée romantique de science-fiction polonaise créée par Netflix, basée sur une idée de Bartek Prokopowicz et Jakub Korolczuk,.

## Synopsis
Nous sommes en 2022, et Niko est un jeune pilote de chasse arrogant qui a l'opportunité de sa vie : aller dans l'espace dans une capsule russe pendant 24 heures, dans le cadre d'une expérience privée de cryoconservation humaine. Il est follement amoureux de Marta, qui est également poursuivie par le meilleur ami de Niko, Bogdan. Peu de temps après avoir été lancé en orbite, Niko commence à avoir des hallucinations et règle accidentellement la minuterie de la capsule sur trente ans, entrant immédiatement en sous-hibernation.
En 2052, Marta est mariée à Bogdan et ils ont une fille, Oliwia. Un jour, la capsule de Niko réapparaît dans le ciel et atterrit dans l'océan. SkyCOMM, la société russe qui l'a lancé dans l'espace, le récupère et le ramène en Russie. Là-bas, Nadia, qui trente ans auparavant était une petite fille de sept ans dont le grand-père était le médecin chargé de la santé et de la formation de Niko, souffre désormais de SLA et souhaite utiliser les cellules souches de Niko pour trouver un remède.
Marta se rend en Russie pour ramener chez elle Niko, qui n'a pas vieilli, mais les Russes l'en empêchent. Niko finit par s'échapper, poursuivi par les agents de SkyCOMM.

## Personnages
- Vanessa Aleksander : la jeune Marta
- Jedrzej Hycnar : Niko
- Jakub Sasak : jeune Bogdan
- Magdalena Cielecka : Marta
- Andrzej Chyra : Bogdan
- Zofia Jastrzebska : la jeune Karolina
- Anna Cieslak : Karolina
- Daria Polunina : Nadia
- Andrew Zhuravsky : JJ
- Grzegorz Damiecki : Wiktor Rosa
- Helena Rzasa dans le rôle d'Oliwia

## Récompenses et distinctions
- (en) Mon cosmonaute: Awards, sur l'Internet Movie Database